# WAVE – World Advanced Vehicle Expedition

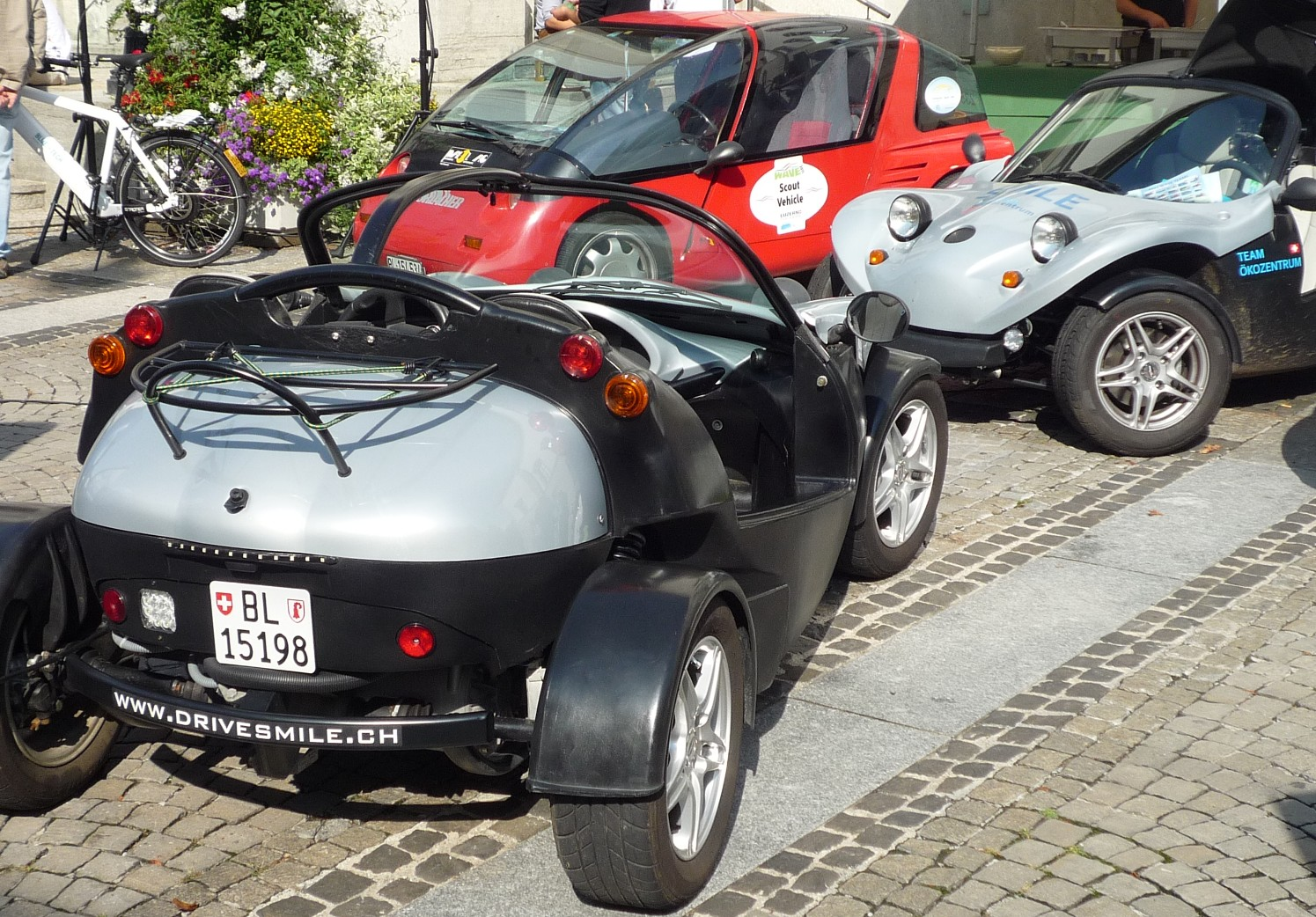
Smile des Oekozentrums Langenbruck und das Scoutfahrzeug Horlacher Sport I am WAVE 2011

WAVE – World Advanced Vehicle Expedition ist ein Alltagstest für Elektrofahrzeuge, der seit 2002 jährlich stattfindet. Dabei wird eine anspruchsvolle Tour über typisch mehrere Tagesetappen, mit Erlebniswert und gemeinsamer eher einfacher Übernachtungsmöglichkeit gefahren. Elektrische Lademöglichkeiten inklusive.
In der Austragung von 2011 gingen 20 Teams aus Deutschland, der Tschechischen Republik, der Schweiz, Österreich, England, Indien, den Vereinigten Staaten und den Vereinigten Arabischen Emiraten an den Start von Paris nach Prag. Begleitet wurde der Tross durch den Elektro T5é des Fraunhofer-Instituts. Ausgezeichnete Punktzahlen erreichten das Twike sowie der SMILE des Oekozentrum Langenbruck.
2012 führte dir Route von Genua nach Amsterdam. Nachtstopps (13) wurden dabei eingelegt in: Turin, Mendrisio, Buchs, Steinhausen, Sustenpass, Bern, Gelterkinden, Basel, Strassburg, Oberursel, Paderborn, Osnabrück und Harlingen. Dabei wurden täglich zusätzliche Tagesziele für Veranstaltungen angefahren. Ein Team von Studenten der ETH Zürich nahm mit einem Elektro-Lotus teil.
Weitere Termine waren in Folgejahren:
- 28. Juni – 7. Juli 2013 (Calais?)

- 14.–22. Juni 2019 WAVE Switzerland

- 13.–21. September 2019 WAVE Germany, Dortmund-Erlangen, 1600 km (https://blog.twike.com/event/13-21-september-2019-wave-germany/ , siehe auch: https://wavetrophy.com/wave/germany-2019/#route)

- 11.–17. Juli 2020 WAVE Top of the Alps (Österreich-Schweiz?)[5]

- 18.–24. Juli 2020 WAVE Route des Grandes Alpes (Schweiz-Frankreich?) - vermutlich wegen COVID-19-Pandemie "verschoben auf 2021"[6]
- 11.–19. September 2020 WAVE Switzerland, laut Twike Blog "die größte E-Rallye weltweit"

Geplant oder angekündigt sind – Stand 28. April 2021:
- 25.–27. Juni 2021 WAVE Graubünden (CH)

- Sommer 2021 WAVE Top of the Alps

- 27.–29. August 2021 WAVE Trophy Zentralschweiz